# Правило тинктур
Правило тинктур — является основным правилом геральдики и заключается в неналожении металлических фигур на металлические поля или финифтяных фигур на финифтяные поля. Между тем, существует достаточное количество гербов, нарушающих это правило (для подчёркивания особого статуса или из-за невежества создателей герба), а также множество различных аспектов, когда кажущееся на первый взгляд нарушение правила таковым не является.
При этом металлами в геральдике являются золото и серебро. Согласно популярной гипотезе, возникновение правила связано с тем, что чередованием металлического блеска и более спокойных цветов на гербе достигается сильный контраст, что делает герб узнаваемым на расстоянии. В средневековье было весьма важным опознавать рыцарей на большом расстоянии. Это правило могло быть нарушено с целью подчеркнуть особый статус герба.
Национальные флаги как преемники средневековых знамён и штандартов также строятся на основе правила контраста цветов, при этом около 20 процентов из них не соответствуют данному стандарту.
К нарушающим правило гербам относится герб Иерусалимского королевства, в котором золотые кресты размещены в серебряном щите. Это нарушение, вероятно, было сделано, чтобы показать высокий статус королевства по отношению к другим государствам. Подобные нарушения освящены временем и в геральдике не рассматриваются как нечто, нуждающееся в исправлении.

Герб средневековой Франции: соответствие правилу
Герб Пуату — Шаранта (Франция): соответствие правилу
Герб Албании: нарушение правила
Герб Иерусалимского королевства: нарушение правила